# ZIL-111
| ZIL-111              |                             |
| ZIL-111              |                             |
| Fabricante           | ZIL                         |
| Carrocería           | Sedán                       |
| Producción           | 1959 – 1967                 |
| Predecesor           | ZIS-110                     |
| Sucesor              | ZIL-114                     |
| Motor                | 5980 cc                     |
| Potencia             | 200 CV a 4200 rpm           |
| Velocidad máxima     | 170 km/h                    |
| Transmisión          | Automática de 2 velocidades |
| Longitud             | 61900 mm                    |
| Anchura              | 2050 mm                     |
| Altura               | 1640 mm                     |
| Distancia entre ejes | 3760 mm                     |
| Peso                 | 2605 kg                     |

El ZIL-111 fue un modelo de vehículo de la empresa rusa ZIL ((Zavod imeni Likhacheva) fabricado durante el periodo 1959 – 1967.
El modelo fue introducido en 1959 basándose en un modelo de la empresa estadounidense Packard de 1950. Era propulsado por un motor V8 de 6.0 L que producía 200 hp (150 kW) de transmisión automática. Alcanzaba una velocidad máxima de 170 km/h (106 mph).
En la década de 1960 el vehículo fue remodelado (y renombrado ZIL-111G) estando disponible tanto en sedán como convertible. El estilo frontal del vehículo se parecía mucho a los estadounidenses Cadillac de 1961-62 y la parte trasera se asemejaba al Ford Mercury de principios de los años sesenta.

## Prototipo
Prototipo (patrón de diseño) ZIL-Moscú 1956

## Características
- Producción: 1959-1967
- Longitud: 6,19 m
- Distancia entre ejes: 3,76 m
- Ancho: 2,05 m
- Altura:  1,64 m
- Peso: 2.605 kg.
- Velocidad máxima: 170 km/h

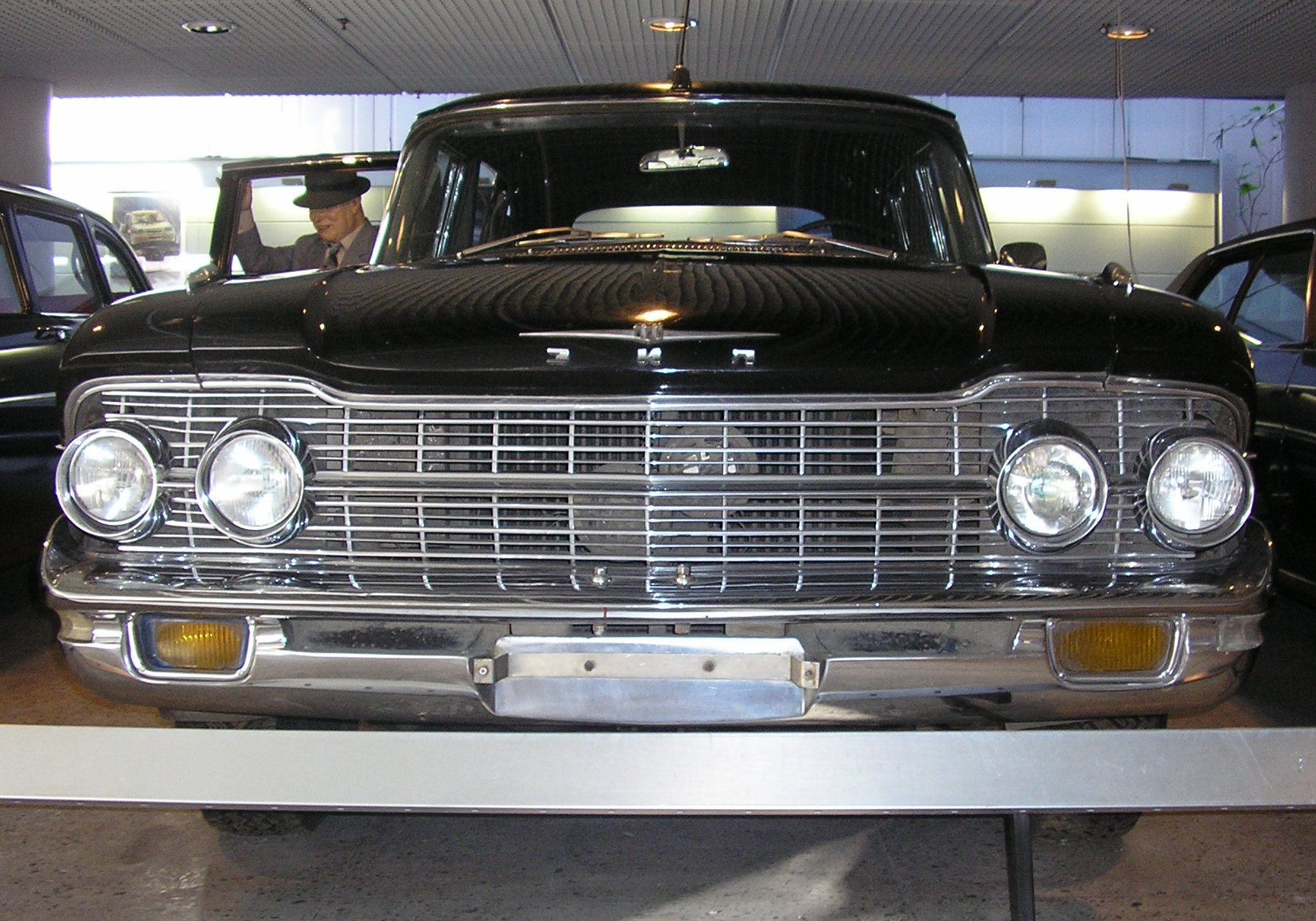
Frontal ZIL-111G
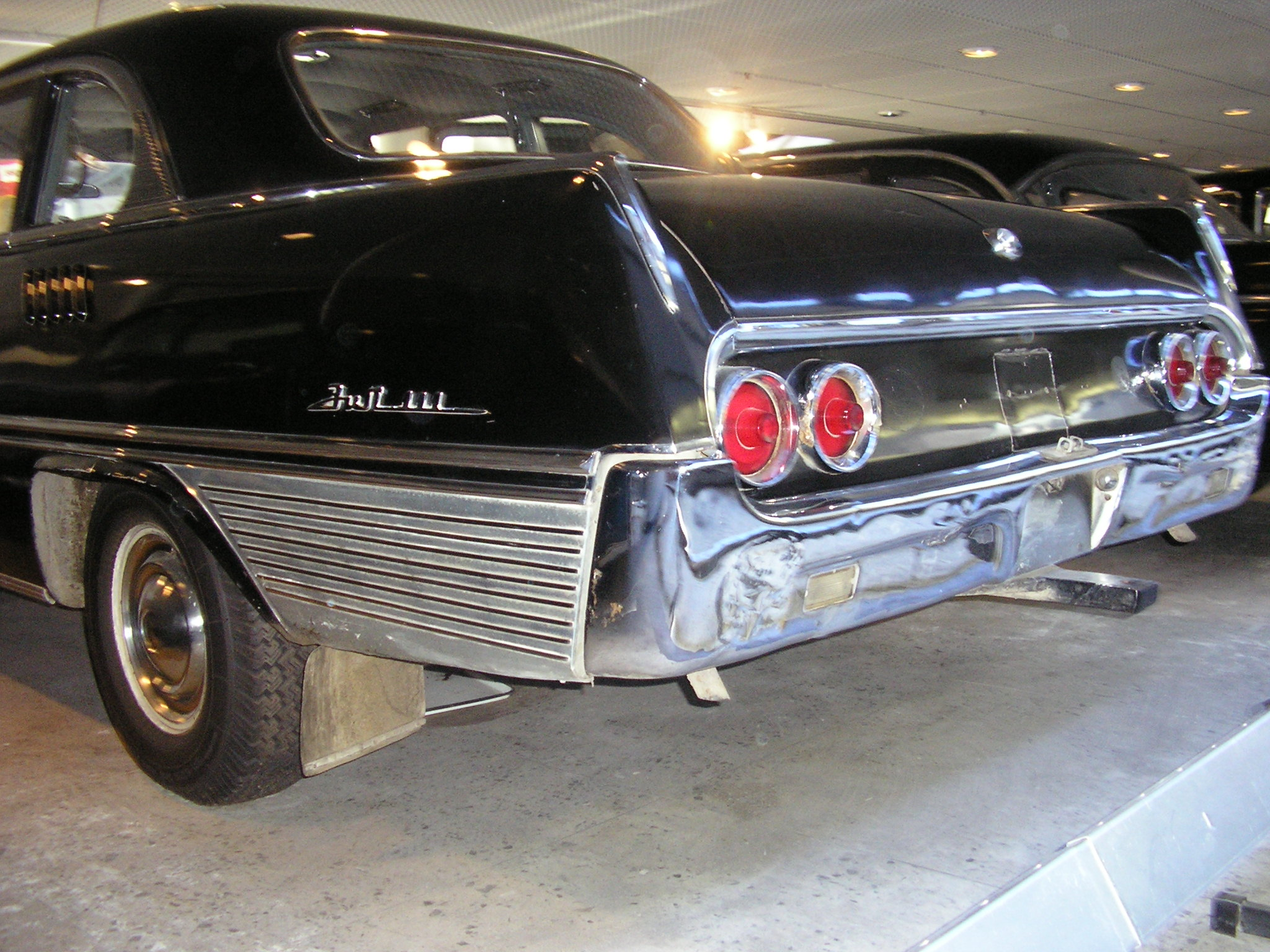
Trasera ZIL 11G